# كبلر-34b
كيبلر-34ب (بالإنجليزية: Kepler-34b)‏ ويعرف رسميًا (Kepler-34(AB)b) هو كوكب حول نجم ثنائي أعلن عنه مع كيبلر-35ب. وهو عملاق غازي صغير يتم دورته كل حوالي 288 حول نجمان. ورغم طول مدة دورته النسبية، تم التأكد من وجوده بسرعة نتيجة عبوره بنجميه.